# Metopius kiushuensis
Metopius kiushuensis är en stekelart som beskrevs av Tohru Uchida 1932. Metopius kiushuensis ingår i släktet Metopius och familjen brokparasitsteklar. Inga underarter finns listade i Catalogue of Life.